# Пенттиля, Эйно
Эйно Пенттиля (фин. Eino Penttilä; 27 августа 1906 — 24 ноября 1982) — финский легкоатлет, призёр Олимпийских игр.
Эйно Пенттиля родился в 1906 году в Йоутсено (Великое княжество Финляндское). В 1928 году принял участие в Олимпийских играх в Амстердаме, но там стал лишь 6-м. В 1932 году на Олимпийских играх в Лос-Анджелесе он завоевал бронзовую медаль в метании копья. 